# Whiteïta-(CaMgMg)
La whiteïta-(CaMgMg) és un mineral de la classe dels fosfats, que pertany al subgrup de la whiteïta.

## Característiques
La whiteïta-(CaMgMg) és un fosfat de fórmula química CaMg₃Al₂(PO₄)₄(OH)₂(H₂O)₈. Va ser aprovada com a espècie vàlida per l'Associació Mineralògica Internacional l'any 2016. Cristal·litza en el sistema monoclínic. Químicament és similar a l'angastonita, a la montgomeryita i a l'overita.

## Formació i jaciments
Va ser descoberta a la mina Argentum Mining Co., també coneguda com a mina Holmes, que es troba al districte de Candelaria, al comtat Mineral de Nevada (Estats Units). La whiteïta-(CaMgMg) és la primera espècie descoberta en aquesta mina. Es tracta de l'únic indret on ha estat trobada aquesta espècie mineral.